# Phonethic
Phonethic est un opérateur mobile virtuel (MVNO) belge. Lancé en janvier 2007 en Belgique, Phonethic est né de l’initiative de 4 associations humanitaires : Action contre la faim, Médecins du monde, Natagora et SOS Villages d'Enfants, et de l’opérateur GSM Transatel. 
Cette offre GSM propose aux particuliers et aux entreprises une sélection de 5 forfaits « Partage » et reverse 12 % du montant de la facture de chaque abonné à une des associations humanitaires de son choix ou les répartis entre les quatre.
Cette initiative permet ainsi d’assurer un revenu sûr et durable à ces associations afin qu’elles puissent réaliser des projets à long terme.
Avec Phonethic, l’argent est reversé automatiquement chaque mois. La facture GSM n'augmente pas et permet, par exemple, de financer la construction des infrastructures d’accès à l’eau potable, de bâtir des villages pour les orphelins en difficulté, d’aider les populations victimes de catastrophes naturelles ou de sauver les espèces en voie de disparition.
Cette offre est disponible en Belgique pour des individus, des professionnels et des entreprises. 